# 恰雷什斯科耶區

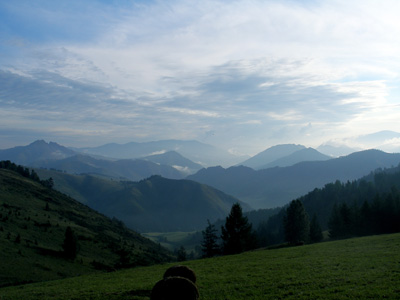

51°24′N 83°34′E / 51.400°N 83.567°E
恰雷什斯科耶區（俄语：Чарышский район），是俄羅斯的一個區，位於該國南部，由阿爾泰邊疆區負責管轄，面積6,881平方公里，2010年人口12,337，人口密度每平方公里1.79人。